# Потоцкий, Мориц
Граф Мориц Евстафий Людвик Пото́цкий (13 января 1812, Варшава — 13 января 1879, Кшешовице, Цислейтания) — польский офицер и землевладелец из рода Потоцких. Владелец имений Яблонна и Затор.

## Биография
Младший сын графа Александра Станислава Потоцкого (1778—1845) и Анны Тышкевич (1776—1867). Старший брат — Август Потоцкий.
В молодости — офицер армии Царства Польского, камергер. В 1830-31 гг. братья Август и Мориц Потоцкие участвовали в Ноябрьском восстании в Царстве Польском. После подавления восстания братья вынуждены были эмигрировать в австрийскую Галицию.
В честь Морица Станислав Костка и Александра Потоцкие превратили часть Вилянува на восточном берегу Вилянувского озера (бывший зверинец короля Яна Собеского) в романтический парк и назвали Морисином.

## Семья и дети
Женился в Дрездене 6 февраля 1847 года на Людвике Жозефине Бобр-Пиотровицкой (1825 — 19 марта 1890), дочери Теодора Михала Юзефа Бобр-Пиотровицкого (1800—1865) и Иоанны Моржковской (1807—1889). По словам князя Щербатова, граф Потоцкий «был добрым, но пустым малым, жена его была умнее его, но не важная птица в высшем варшавском обществе». Их дети:
- Август Адам Потоцкий (24 декабря 1847 — 3 июня 1905), женат с 1891 года на Евгении Войнич-Сяноженцкой (1870—1925)
- Наталья София Мария Потоцкая (14 апреля 1849 — 29 декабря 1916)
- Мария Анна Наталья Потоцкая (24 июня 1851 — 12 декабря 1945), 1-й муж с 1869 года граф Томаш Франтишек Замойский (1832—1889), 2-й муж с 1893 года князь Констант Евгений Анджей Адам Любомирский (1868—1934)
- Евстафий Мориц Александр Потоцкий (8 января 1859 — 18 ноября 1914), женат с 1879 года на Анне Аниеле Полежак (1863—1917).